# Bunte Blätter
Bunte Blätter, op. 99, ist ein aus vierzehn kurzen Klavierstücken bestehender Zyklus von Robert Schumann, welchen er in den späten 1830er und frühen 1840er Jahren geschrieben hat und der 1852 veröffentlicht wurde. Die Miniaturen wurden ursprünglich für das Werk Album für die Jugend, Op. 68 geschrieben, blieben aber unveröffentlicht.

## Aufbau
| Titel                                | Tonart   |
| ------------------------------------ | -------- |
| 1. Nicht schnell, mit Innigkeit      | A-Dur    |
| 2. Sehr rasch                        | E-Moll   |
| 3. Frisch                            | E-Dur    |
| 4. Ziemlich langsam                  | Fis-Moll |
| 5. Schnell                           | H-Moll   |
| 6. Ziemlich langsam, sehr gesangvoll | As-Dur   |
| 7. Sehr langsam                      | Es-Moll  |
| 8. Langsam                           | Es-Dur   |
| 9. Novelette                         | H-Moll   |
| 10. Präludium                        | B-Moll   |
| 11. Marsch                           | D-Moll   |
| 12. Abendmusik                       | B-Dur    |
| 13. Scherzo                          | G-Moll   |
| 14. Geschwindmarsch                  | G-Moll   |